# What Doesn't Kill Me...
What Doesn't Kill Me... – szósty album studyjny węgierskiej grupy muzycznej Ektomorf.
Płytę promował teledysk do utworu "It's Up To You" (2009).

## Lista utworów
1. Rat War
2. Nothing Left
3. What Doesn´t Kill Me
4. Revenge To All
5. Love And Live
6. I Can See You
7. I Got It All
8. New Life
9. Sick Of It All
10. It´s Up To You
11. Envy
12. Scream
13. Breed The Fire

Edycja specjalna
Zostanie wydana 25 czerwca 2010 i będzie zawierać singiel The Gipsy Way, na którym znalazły się trzy utwory:
1. We Die Young (cover Alice in Chains - pierwotnie na minialbumie We Die Young, 1990) )
2. Rusty Cage (cover Soundgarden/Johnny Cash - pierwotnie na albumie Badmotorfinger, 1991)
3. Ne Add Fel (w języku węgierskim)

## Skład zespołu
- Zoltán Farkas - śpiew, gitara elektryczna, gitara akustyczna
- Murvai Zsabolcs - gitara basowa
- József Szakács - perkusja
- Tamás Schrottner - gitara